# Zabawa tematyczna
Zabawa tematyczna jest formą edukacyjną zaczerpniętą z obserwacji zabaw dziecięcych i przeniesioną do programów edukacji zintegrowanej.
Zabawa tematyczna polega na odgrywaniu fabularyzowanych historii lub scenek i można ją określić jako zabawę w "Coś" tj. dzieci bawią się w szpital, dom, sklep, lub zabawę w "Kogoś" tj. dzieci bawią się w policjantów, strażaków itd. 
Zabawa tematyczna jako forma łącząca zabawę dziecięcą i edukację jest stosowana w nauczaniu wczesnoszkolnym, podczas zbiórek zuchowych, a także podczas kolonii fabularyzowanych, gdzie przez cały turnus dzieci bawią się np. w szkołę magii i czarodziejstwa, zgodnie z wcześniej opracowaną fabułą. Przykładem dobrze prowadzonej zabawy tematycznej jest zabawa w Letnią Szkołę Magii, gdzie dzieci przez 14 dni odgrywają rolę czarodziejów i zdobywają umiejętności magiczne przez udział w zajęciach i lekcjach np. z zielarstwa, iluzji itp. Należy też pamiętać, że osoba, która w swojej pracy wychowawczej lub edukacyjnej posługuje się tą metodą pracy, powinna być doświadczonym pedagogiem.

## Zasady
Przygotowując i prowadząc zajęcia w formie zabawy tematycznej należy kierować się m.in. poniższymi zasadami:
1. Zabawa musi mieć określony cel edukacyjny, operacyjny i wychowawczy.
2. Osoba dorosła, która prowadzi zabawę, też musi się bawić razem z dziećmi, gdyż tylko w ten sposób można pokazać, że proponowane zajęcia są ważne.
3. Należy zastosować zasadę przemienności elementów.
4. Każde dziecko uczestniczące w zabawie musi mieć określoną ważną rolę do odegrania w zabawie.